# Alfredo de Oro
Alfredo de Oro (28 d'abril de 1863 - 23 d'abril de 1948) va ser un jugador de billar carambola i billar professional cubà que diverses vegades va guanyar el títol mundial tant de billar a tres bandes com de billar recte simultàniament. Va ser inclòs pòstumament al Saló de la Fama del Billiard Congress of America el 1967, el primer no nord-americà a rebre l'honor. Va ser el número 4 del Billards Digest 50 Greatest Players of the Century.

## Biografia
Va néixer el 28 d'abril de 1863 a Manzanillo, Cuba.
La seva primera aparició pública com a professional va ser al Campionat Mundial de billar de quinze boles, celebrat a Nova York, febrer de 1887. Va guanyar el Campionat Mundial de billar continu en una partida contra Jerome R. Keogh a Nova York, el novembre de 1910, fent la run més alta registrada, de 81. El 1912 va ser derrotat al billar americà per James Maturo de Denver, Colorado, a Filadèlfia per una puntuació de 150 a 136. El 1914 va derrotar Charles R. Morin al billar de tres bandes pel Campionat del Món. De Oro va ser inclòs al Saló de la Fama de la BCA el 1967.
Ha estat guanyador de Campionats del Món en múltiples disciplines guanyant vint-i-nou cops el Campionat del Món de billar continu i el Campionat del Món de billar a tres bandes en vint ocasions.

### Família
El seu fill Alfredo de Oro Jr. va ser un jugador de billar aficionat, que va arribar a la ronda final del Campionat de l'Associació Nacional de Jugadors de Billar Amateur de 1931 (derrotat pel futur professional Edward Lee).

## Títols de carrera
- Campionat del món de billar de quinze boles[7] (1887)
- Campionat del món de billar continu[7] (1889–1893, 1896, 1898–1901, 1904–1905, 1908, 1910–1911)
- Campionat del món de billar directe[7] (1912–1913)
- Campionat del món de billar a tres bandes[7] (1908–1911, 1913–1919)

## En la cultura popular
Conjuntament amb José Raúl Capablanca i Ramón Fonst fou la figura esportiva més important de Cuba durant les primeres dècades del segle XX.
Damon Runyon va fer referència a Oro al seu conte "Madame La Gimp", mostrant que el seu nom era àmpliament conegut a la Nova York dels anys vint.